# Rui Afonso
Rui Afonso est une personnalité politique portugaise, député du parti Chega, né le 25 novembre 1979.

## Biographie
Le 30 janvier 2022 à la suite des élections législatives portugaises de 2022, il est élu député à l'Assemblée de la République portugaise pour la XVe législature de la Troisième République portugaise.